# Giorgi Arabidze
Giorgi Arabidze (in georgiano გიორგი არაბიძე?; Vani, 4 marzo 1998) è un calciatore georgiano, attaccante svincolato.

## Palmarès

### Club

#### Competizioni nazionali
- Coppa d'Ucraina: 1

Šachtar: 2015-2016
- Campionato ucraino: 1

Šachtar: 2016-2017
- Coppa di Georgia: 1

T'orp'edo Kutaisi: 2022
- Campionato sudcoreano: 1

Ulsan HD: 2024